# Kaloša
Kaloša és un poble i municipi d'Eslovàquia. Es troba a la regió de Banská Bystrica.

## Història
La primera menció escrita de la vila es remunta al 1247.

## Demografia
| Godina             | 1994 | 2004    | 2014    | 2024   |
| ------------------ | ---- | ------- | ------- | ------ |
| Nombre de persones | 610  | 683     | 776     | 815    |
| Diferència         |      | +11,96% | +13,61% | +5,02% |

| Godina             | 2023 | 2024   |
| ------------------ | ---- | ------ |
| Nombre de persones | 812  | 815    |
| Diferència         |      | +0,36% |